# Mary Whitley
Mary Ilona Margaret Whitley (née Cambridge ; 24 septembre 1924 - 13 décembre 1999) est une parente de la famille royale britannique. Enfant unique du 2e marquis de Cambridge, elle est cousine de la reine Élisabeth II.

## Jeunesse
Lady Mary est née au 19, Lowndes Square, Kensington, du comte et de la comtesse d'Eltham, plus tard marquis et marquise de Cambridge. La mère de Mary est née Dorothy Isabel Westenra Hastings, une petite-fille du 14e comte de Huntingdon. Elle est une arrière-arrière-arrière-petite-fille de George III, une arrière-petite-fille du 1er duc de Westminster et une nièce de la duchesse de Beaufort. Son père est un neveu du comte d'Athlone et de la reine Mary, l'épouse de George V, faisant d'elle une cousine de la reine Élisabeth II.
Lord et Lady Eltham vivent en bordure de Hyde Park, à Londres, près du cousin de Lord Eltham et de sa femme, le duc et la duchesse d'York. La jeune Mary est éduquée à la maison sous la supervision de sa grand-mère, sa nourrice et sa gouvernante. Souvent, elle est invitée à jouer avec ses cousins (ils partagent des arrière-grands-parents, Francis de Teck et son épouse la princesse Mary Adélaïde de Cambridge), les princesses Elizabeth et Margaret d'York, qui vivent près d'elle près de Hyde Park (plus précisément au 145 Picadilly). Lorsqu'ils sont à Londres, elle joue également avec George et Gerald Lascelles, les enfants de la princesse royale, qui sont ses cousins. Le 29 novembre 1934, elle est demoiselle d'honneur lors du mariage du duc de Kent avec la princesse Marina de Grèce et du Danemark.

## Vie pendant la guerre
Lorsqu'ils ne sont pas à Londres et pendant la durée du Blitz, les Cambridge envoient Mary chez sa grand-mère maternelle, Mary Caroline Campbell Tarratt (décédée en 1955), veuve du capitaine Osmond Westenra Hastings (1873–1933), à Hodcott House, leur maison de campagne près de West Ilsley dans le Berkshire. Près d'elle se trouvent ses cousins York et Harewood, qui séjournent au château de Windsor. Ses parents restent à Londres, car son père est directeur de Coutts & Company, une société bancaire, dans la ville. Quand Mary est plus âgée, vers la fin de la guerre, elle devient infirmière bénévole dans le quartier bombardé de Londres.

## Mariage et famille
Le 9 novembre 1951 à Kirtling, Newmarket, Mary épouse Peter Whitley (22 octobre 1923 Singapour -25 janvier 2003) de Leighland House, Roadwater, Watchet, Somerset, fils de Norman Whitley.
Après leur mariage, le couple reçoit la maison de ville londonienne de Lord Cambridge sur St James's Square. Peter poursuit une carrière chez Distillers Company et devient directeur général avant de prendre sa retraite en 1985. Le couple a deux enfants:
1. Sarah Elizabeth Whitley (née le 30 novembre 1954), qui épouse Timothy Felton (né le 8 mars 1954) le 18 septembre 1982 et a deux enfants : Emily Ilona Felton (née le 21 juillet 1985) et Chloë Amelia Felton (née le 17 juin 1987), dernières descendantes des marquis de Cambridge.
2. Charles Francis Peter Whitley (né le 10 septembre 1961), qui épouse Diana Hewitt (née le 8 novembre 1953) le 25 mai 1991. Ils n'ont pas d'enfants.

Elle assiste régulièrement aux grandes cérémonies royales, mais comme son père, elle n'exerce pas de fonctions royales. Mary est une jeune demoiselle d'honneur lors du mariage en 1934 du cousin germain de son père, le prince George, duc de Kent avec la princesse Marina de Grèce et du Danemark. Le 20 novembre 1947, elle est également demoiselle d'honneur lors du mariage de la princesse Elizabeth avec Philip Mountbatten. Elle participe aux couronnements du roi George VI et de la reine Élisabeth II et assiste au Trooping the Colour chaque année entre 1950 et 1999 (à l'exception de 1955, lorsqu'il est annulé en raison d'une grève des chemins de fer).